# Спіймати почуття
Спймати почуття — південноафриканський фільм у жанрі романтичної комедії-драми режисера Кагісо Ледіга. У фільмі знялися сам Кагісо Ледіга (головний герой), Перл Тусі (його дружина), Ендрю Бакленд (письменник-алкоголік), Акін Омотосо, Прешес Макгареца, Кейт Лікуориш і Тесса Джаббер. Фільм вийшов 9 березня 2018 року завдяки дистрибуції компаніями United International Pictures і Ster-Kinekor.

## Сюжет
В центрі фільму — сім'я освічених чорношкірих південноафриканців: молодий професор Витватерсрандского університету, який безуспішно намагається написати книгу і його красуня-дружина. Коли у них в гостях зупиняється їхній кумир, старий письменник Міллер, який веде богемний спосіб життя, все перевертається догори дригом. Чоловік, який переживає творчу кризу, часто відвідує вечірки з алкоголем, які влаштовує Міллер, що спустошує і без того небагатий сімейний бюджет.

## В ролях
- Кагісо Ледіга — Макс Матсане, професор
- Перл Тусі — Самкело, його дружина
- Акін Омотосо — Джоел
- Прешес Макгареца — Лазола Йоко
- Ендрю Бакленд — Хайнер Міллер, письменник
- Занділе Тісани — Кабело, молода студентка з кокаїном
- Кейт Лікуориш — Табіта
- Тайсон Крос — Майлс
- Тесса Джаббер — Ніколь
- Лоїсо Голі — Звели

## Виробництво
Фільм був знятий в Кейптауні і Йоганнесбурзі, Південна Африка в 2016 році. Фільм присвячений пам'яті Джона Фолмінка, режисера з ПАР, який загинув в результаті нещасного випадку в 2017 році.

## Реліз
Прем'єра фільму відбулася на кінофестивалі в Лос-Анджелесі 18 червня 2017 року. В ПАР фільм вийшов 9 березня 2018 року.